# Hochschule für Fernsehen und Film München

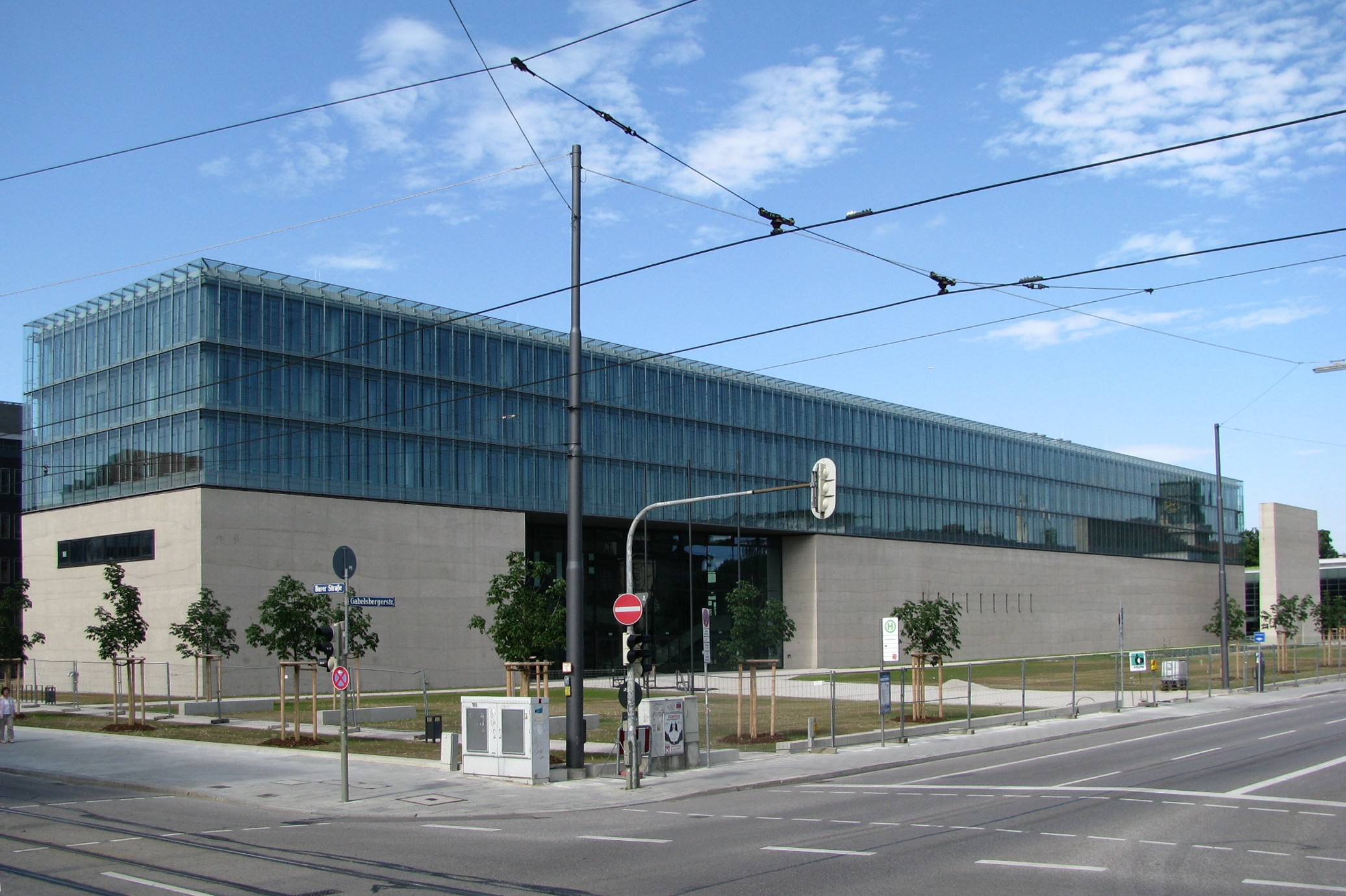
Gebäude der HFF in der Gabelsbergerstraße

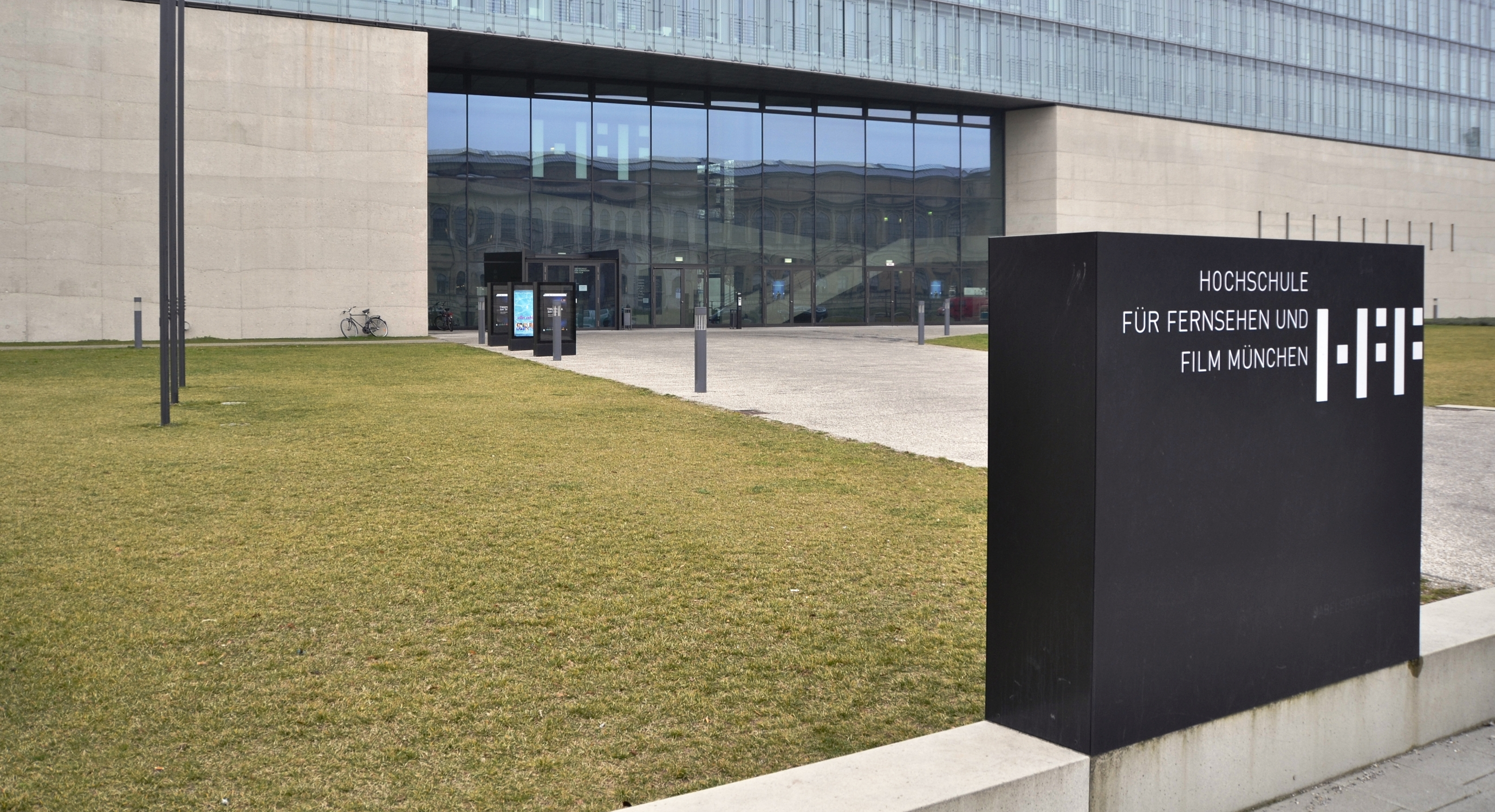
Eingangsbereich der HFF

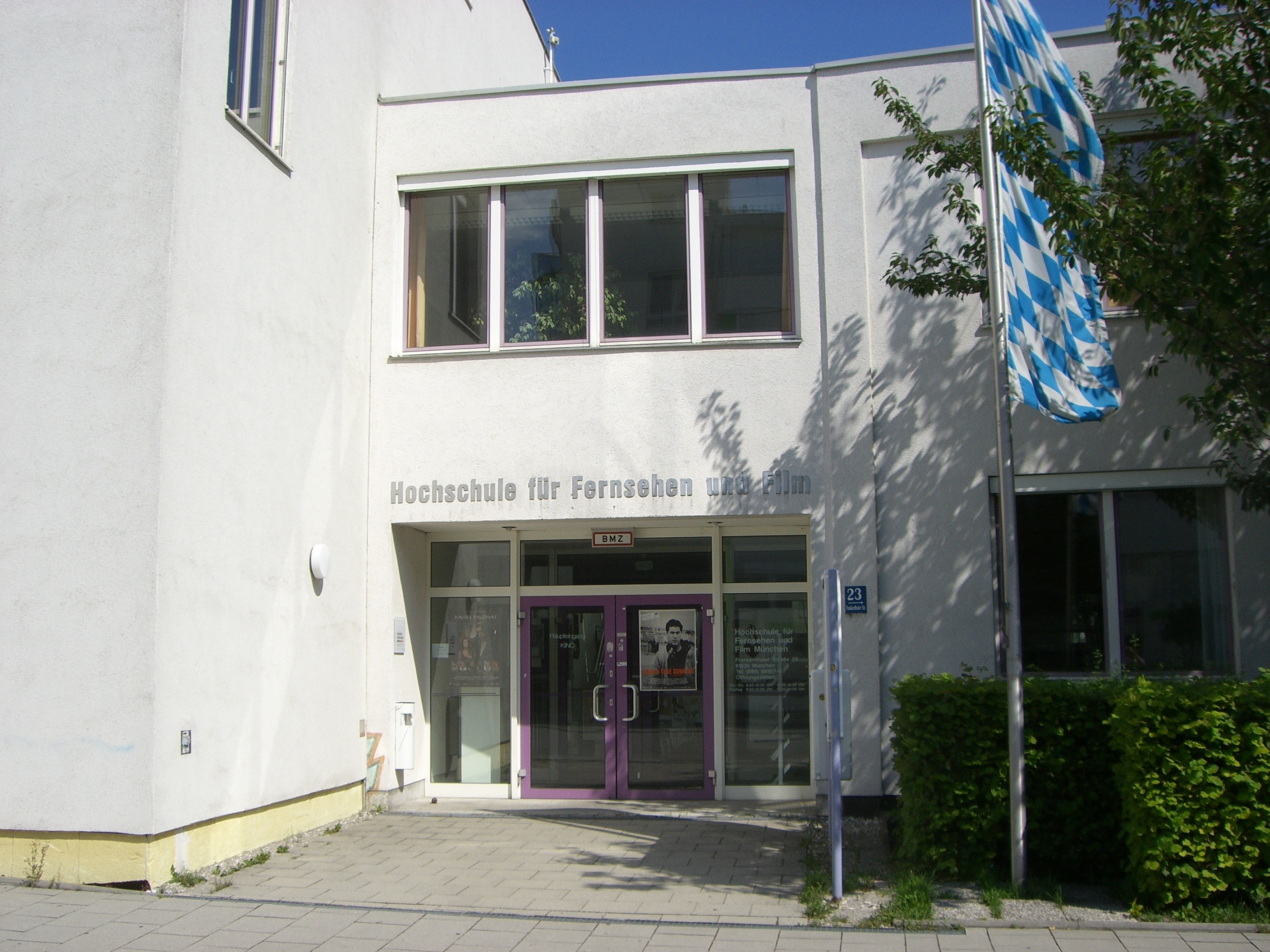
Ehemaliges Gebäude der HFF in der Frankenthaler Straße

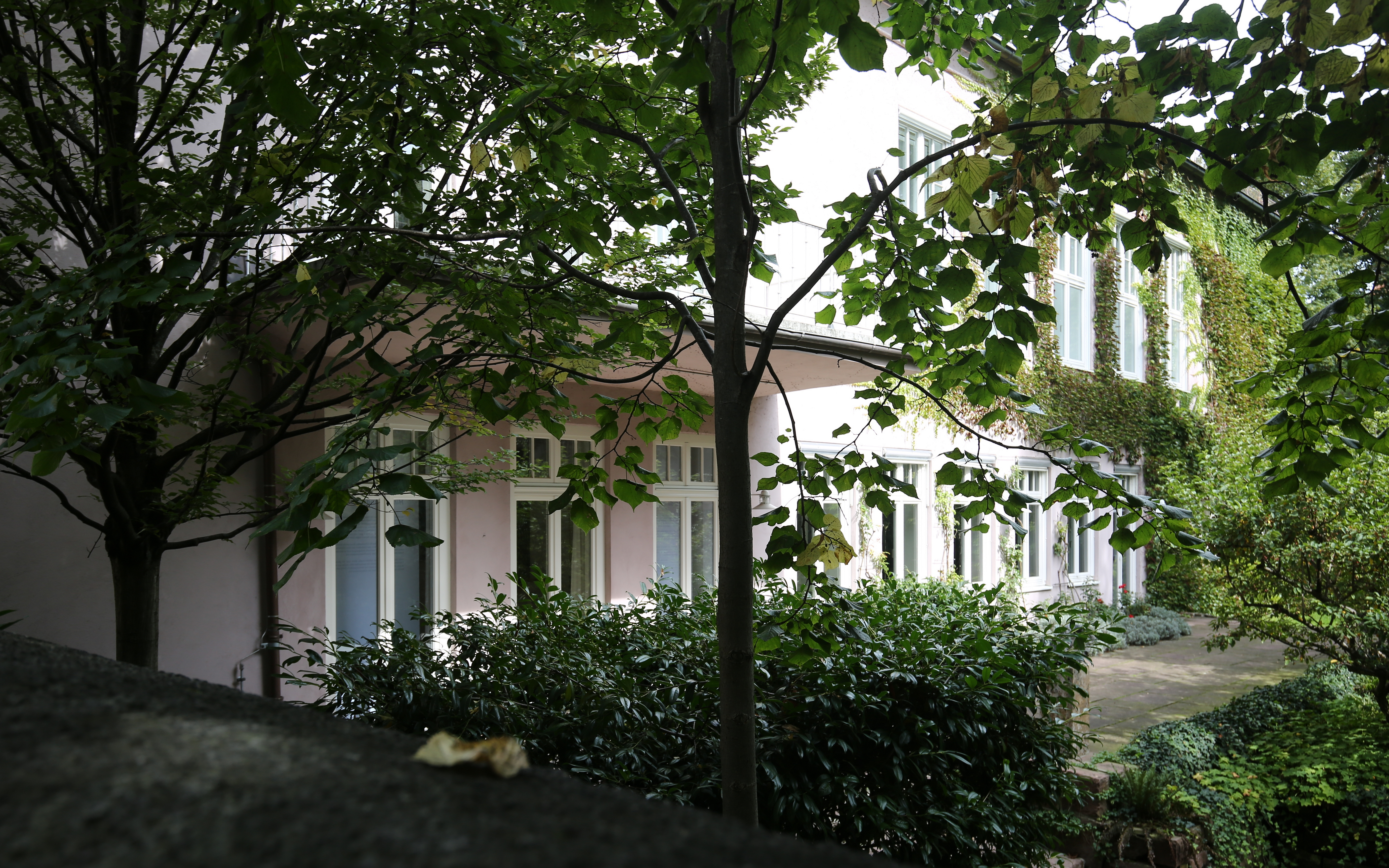
Ehemaliges Gebäude in der Kaulbachstraße (Sitz des DIFF, heute Carl-Orff-Zentrum)

Die Hochschule für Fernsehen und Film München (HFF München) ist eine staatliche Filmhochschule in Trägerschaft des Freistaats Bayern.

## Geschichte
Als Vorläufer der Hochschule gelten das 1954 gegründete Institut für Filmwesen (IFF) und das 1956 auf Initiative von Eberhard Hauff gegründete Deutsche Institut für Film und Fernsehen (DIFF), die beide in München angesiedelt waren.
Initiiert und mitgegründet wurde die Hochschule am 19. Juli 1966 vom seinerzeitigen Fernsehdirektor des Bayerischen Rundfunks, Helmut Oeller, der dort einige Jahre lehrte und später auch Rektor der Hochschule war. Seit dem Gründungsjahr durchliefen 1664 Studenten das Studium an der HFF München.
Von 1967 bis 1988 war die Münchner Filmhochschule in einer alten Villa in der Kaulbachstraße untergebracht. Da das Gebäude für den Unterricht in allen Fächern nur bedingt geeignet war, wurde auch in den Räumen in der Ohmstraße, den Studios des BR am Rundfunkplatz und in Freimann, der Bavaria in Geiselgasteig und des ZDF in Unterföhring unterrichtet. Die Abteilung II Technik sowie die Schneideräume waren im Prinzregententheater untergebracht, das damals nicht bespielt wurde. 1988 erfolgte der Umzug in die ehemalige Bettfedernfabrik im Münchner Stadtteil Ramersdorf (an der Grenze zum Stadtteil Giesing). Die HFF München bekam dabei ihr erstes eigenes Film- und Fernsehstudio.
2007 feierte die HFF München ihr 40-jähriges Bestehen, sowie die Grundsteinlegung für ein neues Gebäude im Kunstareal München auf dem ehemaligen Gelände des Südgebäudes der TU München, nach dem Entwurf des Kölner Architekten Peter Böhm, das an der Gabelsbergerstraße gegenüber der Alten Pinakothek entstand und am 15. September 2011 eingeweiht wurde.
Heute lautet die Postanschrift Bernd-Eichinger-Platz 1.
Das neue HFF-Gebäude beherbergt sowohl Seminarräume als auch drei Kinos, zwei TV-Studios, zwei Filmstudios und einen Postproduktionstrakt.
2015 traten mehrere Änderungen zum Status und zur Wahl des Präsidenten in Kraft. Erstmals war die Stelle öffentlich ausgeschrieben, zuvor konnten sich nur Professoren und Abteilungsleiter darauf bewerben. Bis einschließlich der am 30. September 2015 endenden Amtszeit von Gerhard Fuchs wurde die HFF von einem nebenberuflichen Präsidenten (bis 2007 Rektor) geleitet.
Ab seiner Nachfolgerin Bettina Reitz ist es eine hauptamtliche Stelle mit einer Amtszeit von vier Jahren.
Die HFF ist Gründungsmitglied beim MedienCampus Bayern, dem Dachverband für die Medienaus- und -weiterbildung in Bayern.

## Studiengänge
Die Bewerbungsunterlagen sind am 15. November jedes Jahres online. Bewerbungsschluss ist jedes Jahr am 28. Februar.
Auf die folgenden Studiengänge kann man sich bewerben:
- Abteilung III – Regie Kino- und Fernsehfilm
- Abteilung IV – Regie Dokumentarfilm und Fernsehpublizistik
- Abteilung V – Produktion und Medienwirtschaft
- Abteilung VI – Drehbuch
- Abteilung VII – Bildgestaltung (Studiengänge Kamera und VFX)

Obligatorisch für die Studenten aller oben genannten Studiengänge sind die Lehrangebote der
- Abteilung I – Medienwissenschaft
- Abteilung II – Technik

Zusätzliche Wahlfächer bieten studiengangsübergreifende Lehrangebote:
- Bereich Fernsehjournalismus
- Lehrstuhl Werbung
- Lehrstuhl Bild, Licht, Raum
- Lehrstuhl Montage
- Lehrstuhl Serielles Erzählen

Ferner existierte in Zusammenarbeit mit der Bayerischen Theaterakademie August Everding bis 2021 der Aufbaustudiengang Theater-, Film- und Fernsehkritik.
Von 2007 bis 2019 bot die HFF München Teile ihres technischen Studienganges auch für Externe an. Das Studienzentrum für Filmtechnologie der HFF München führte Theorieworkshops zu filmtechnischen Themen durch. Außerdem waren einige Module auch als E-Schulungen buchbar.

## Ranking
Im Filmhochschul-Ranking des Nachrichtenmagazins Focus (Ausgabe 22/2006), das in Zusammenarbeit mit dem Art Directors Club entstand, belegte die HFF München einen Platz im Mittelfeld. Die Filmakademie Baden-Württemberg, die Internationale Filmschule Köln, die Kunsthochschule für Medien Köln und die Deutsche Film- und Fernsehakademie Berlin belegten die Spitzenplätze.
Neben der Reputation der Hochschule waren die Betreuungssituation der Studierenden, die technische Ausstattung und die Zahl der gewonnenen Preise ein Bewertungskriterium. Dem gesamten Filmhochschul-Ranking des Focus und des Art Directors Clubs wurden später von verschiedenen Seiten methodische Fehler vorgeworfen.
Im Jahr 2012 belegte die HFF München im Ranking der US-amerikanischen Zeitschrift The Hollywood Reporter Platz 16 und erreichte damit als einzige deutsche Filmhochschule einen Platz unter den 25 bewerteten Filmhochschulen. Diese Position im internationalen Ranking verlor die HFF 2015 wieder.
Im Jahr 2014 belegte die HFF München zusätzlich Platz 9 in der Liste der Top 15 International Film Schools des Hollywood Reporters.
2017 wurde die HFF als einzige deutsche Filmhochschule in dessen Vorstellung der besten Filmschulen weltweit des US-amerikanischen Branchenblattes Variety und 2018, 2019, 2020 und 2021 wieder als einzige deutsche Hochschule vom Hollywood Reporter ausgewählt.
Auch im Jahr 2024 wurde die HFF als einzige deutsche Filmhochschule unter „The 15 Best Global Film Schools“ im Hollywood Reporter aufgelistet.

## Erfolge bei den Oscars
Einige Absolventen und Studenten der HFF München wurden für den Oscar bzw. Studenten-Oscar nominiert oder erhielten selbigen: Katja von Garnier konnte 1994 den Studenten-Oscar für Abgeschminkt entgegennehmen, Florian Gallenberger wurde 2000 mit dem Studenten-Oscar und 2001 mit dem Kurzfilm-Oscar für Quiero ser ausgezeichnet, Caroline Link erhielt 1997 eine Oscar-Nominierung für Jenseits der Stille und gewann ihn schließlich 2003 für Nirgendwo in Afrika.
Wim Wenders war bereits drei Mal für den Oscar in der Kategorie Bester Dokumentarfilm nominiert: 2000 für Buena Vista Social Club, 2012 für Pina und 2015 für Das Salz der Erde. 2005 krönte die Oscar-Nominierung von Die Geschichte vom weinenden Kamel den Filmerfolg der beiden HFF-Studenten Luigi Falorni und Byambasuren Davaa.
Am 25. Februar 2007 erhielt das Stasi-Drama Das Leben der Anderen von Florian Henckel von Donnersmarck den Oscar in der Kategorie Bester fremdsprachiger Film. Im Mai 2007 wurden Fair Trade von Michael Dreher und Milan von Michaela Kezele für den Studenten-Oscar nominiert.
Im Jahr 2014 erhielt Lennart Ruff den Studenten-Oscar in Gold für seinen Kurzfilm Nocebo.
Auch im Jahr 2016 ging der Studenten-Oscar an die HFF München für den Social-Media-Thriller Invention of Trust von den HFF-Studenten Alex Schaad (Regie), Ahmed El Nagar (Kamera) und Richard Lamprecht (Produktion).
2017 war Regisseurin Maren Ade mit Produzentin und ebenfalls HFF-Absolventin Janine Jackowski ihrem komödiantischen Familiendrama Toni Erdmann für die Oscar-Kategorie Bester fremdsprachigen Film nominiert.
Bei den Academy Awards 2018 gewann ein von den beiden koproduzierter chilenischer Film den Oscar für Besten fremdsprachigen Film: Eine fantastische Frau.
Für die Oscars 2019 waren gleich mehrere Filme mit Beteiligung von HFF Alumni nominiert: HFF-Absolvent Christopher Aoun war für die Bildgestaltung des libanesischen Films Capernaum – Stadt der Hoffnung verantwortlich, der für die Kategorie Bester fremdsprachiger Film nominiert war.
Regisseur Florian Henckel von Donnersmarck und Produzenten Quirin Berg und Max Wiedemann waren mit dem Film Werk ohne Autor erneut auch für Besten fremdsprachigen Film nominiert, der auch für Beste Kamera nominiert war. HFF-Absolvent Tobias N. Siebert war als Produzent mit Of Fathers and Sons im Rennen um den Oscar für den Besten Dokumentarfilm.
Im Jahr 2021 war HFF-Absolvent Gerhard Meixner als Co-Produzent mit seinem Film Quo Vadis, Aida? für den Oscar in der Kategorie Bester fremdsprachiger Film nominiert. Der HFF-Absolvent Christopher Aoun war für die Kamera des Films Der Mann, der seine Haut verkaufte, der 2021 in der Kategorie Bester fremdsprachiger Film nominiert war, verantwortlich. Im selben Jahr waren drei Kurzfilme (Adisa, Apocalypse Baby, Haeberli) aus der HFF München unter den Semi-Finalisten/Finalistinnen für die Studenten-Oscars 2021. Adisa (Regie: Simon Denda) gewann in der Kategorie „Narrative (International Film Schools)“ den silbernen Student Academy Award.
Im Jahr 2022 erhielt Nils Keller den Studentenoscar Gold für seinen Kurzfilm „Almost Home“, während Welf Reinhart mit dem Studentenoscar Silber für „Eigenheim“ ausgezeichnet wurde. Kristen Stewart wurde 2023 für ihre Rolle in Spencer als Beste Hauptdarstellerin bei den Oscars nominiert, produziert von Janine Jackowski und Maren Ade. 2025 wurden Tim Fehlbaum und Moritz Binder für den Spielfilm September 5 in der Kategorie Best Original Screenplay nominiert.

## Personen

### Rektoren und Präsidenten
Bis 2007 wurde die Hochschule von einem Rektor geleitet, danach von einem Präsidenten.
- Otto B. Roegele (Gründungsrektor)
- Clemens Münster (1969 bis 1973)
- Helmut Jedele (1973 bis 1984)
- Helmut Oeller (1984 bis 1996)
- Albert Scharf (1996 bis 2003)
- Gerhard Fuchs (2003 bis 2015, ab 2007 als Präsident[6])
- Bettina Reitz (2015–2025, erste hauptamtliche Präsidentin)

### Professoren und Abteilungsleiter
Aktuell lehren Doris Dörrie, Gerhard Fuchs, Michaela Krützen, Franz Kraus, Nadia Kailouli, Peter C. Slansky, Karin Jurschick, Peter Zeitlinger, Henning Patzner, Michael Coldewey, Beatrice Babin, Siegfried Fößel, Michael Palm, Jürgen Schopper, Gabriela Sperl, Stefan Arndt, Martin Moszkowicz, Doron Wisotzky und Tac Romey ständig an der HFF.
2020 übernahmen Julia von Heinz und Marcus H. Rosenmüller die Leitung des Studiengangs Regie Kino- und Fernsehfilm als Doppelspitze, als Nachfolger von Andreas Gruber, der im Oktober 2020 in den Ruhestand ging und die Abteilung 18 Jahre lang geleitet hatte.
Honorarprofessoren der HFF sind und waren u. a. Maria Schrader, Michael Ballhaus, Helmut Jedele, Johannes Kreile († 2022), Reinhold Kreile, Dieter Kronzucker, Caroline Link, Helmut Oeller († 2016), Fritz Pleitgen, Bettina Reitz, Günter Rohrbach, Albert Scharf, Mathias Schwarz, Georg Stefan Troller, Karina Ressler, Nina Ergang, Georg Feil, Renate Helker, Heidrun Huber, Herbert Kloiber, Jan Mojito, Robert Krause, Florian Puchert, Richard Lawrence Ross, Klaus Schaefer, Hubert Graf von Spreti, Laila Stieler, Ulrike Tortora, Michael Verhoeven, Karl-Heinz Weigand und Wim Wenders.
Zu den ehemaligen Professoren der HFF zählen u. a. Wolfgang Längsfeld († 2012), Clemens Münster, Eberhard Piltz († 2011), Peter Przygodda († 2011), Gerd Ruge († 2021), Klaus Schreyer, Christian Köster († 2019), Axel Block, Toni Lüdi, Georg Feil, C. Bernd Sucher, Andreas Gruber, Josef Rödl, Heiner Stadler Michael Gutmann, Ulrich Limmer, Tom Fährmann, Claus Richter.

### Bekannte Absolventen
Absolventen der Hochschule für Fernsehen und Film München sind u. a. Andreas Thiel, Maren Ade, Baran bo Odar, Jantje Friese, Seren Sahin, Franz Xaver Bogner, Peter F. Bringmann, Sven Burgemeister, Jakob Claussen, Byambasuren Davaa, Doris Dörrie, Uli Edel, Klaus Eichhammer, der wohl berühmteste deutsche Filmproduzent Bernd Eichinger, der Regisseur mehrerer Katastrophenfilme (u. a. 2012), Roland Emmerich, Tom Fährmann, Max Färberböck, Florian Gallenberger, Dennis Gansel, Katja von Garnier, Hajo Gies, Dominik Graf, Nina Grosse, Benjamin Heisenberg, Veit Helmer, Florian Henckel von Donnersmarck, Nico Hofmann, Sherry Hormann, Rainer Kaufmann, Mika Kaurismäki, Waleska Leifeld, Karl Walter Lindenlaub, Caroline Link, Vivian Naefe, Uschi Reich, Thomas Riedelsheimer, Marcus H. Rosenmüller, Josef Rödl, Michael Schaack, Michael Schanze, Hans-Christian Schmid, Konrad Sabrautzky, Heiner Stadler, Herman Weigel, der ehemalige Präsident der Europäischen Filmakademie Wim Wenders, Christian Weisenborn, Egon Werdin und Sönke Wortmann.
Des Weiteren gehören Christian Becker, Quirin Berg, Christoph Biemann, Friedrich Böhm, Christian Ditter, Andreas Dorau, Jakob M. Erwa, Frauke Finsterwalder, Sikander Goldau, Margrét Rún, Esther Gronenborn, Jörg Grünler, Oliver Herbrich, Benjamin Herrmann, Christoph Hochhäusler, Vanessa Jopp, Lutz Konermann, Thomas Kronthaler, Gabi Kubach, Sebastian Kutzli, Niels Laupert, Nina Maag, Joachim Masannek, Rainer Matsutani, Sebastian Niemann, Lasse Nolte, Jobst Oetzmann, Philipp J. Pamer, Wolfram Paulus, Michael Polle, Christopher Roth, Lennart Ruff, Dorothee Schön, Marco Serafini, Robert Sigl, Peter Stauch, Max Wiedemann und Tomy Wigand zum Kreis der Absolventen der HFF München.